# Жена Маноя
Жена Маноя (жена Маноаха) — безымянный библейский персонаж, упоминаемый в Книге Судей Израилевых. Описывается как бесплодная женщина в Суд. 13:2.
Её имя не упоминается, но, согласно еврейской традиции, её звали Цлелпонит / Хацлелпони.

## Сюжет
Однажды жена передала мужу, что «Божий человек» предсказал ей рождение сына, и предписал ей не пить во время беременности крепких напитков и не есть ничего ритуально-нечистого, так как сын её должен быть посвящён Богу на всю жизнь. Посланец Бога явился повторно после молитв Маноя, и повторил сказанное ранее его жене. Не зная, что перед ним ангел, Маной предложил ему угощения, но гость отказался и сказал, чтобы Маной принес жертву всесожжения. После принесения жертв гость исчез в пламени, и Маной понял, что это был Ангел. Жена Маноя действительно родила ему сына, названного Самсоном. 
Кроме Самсона, у них были и другие сыновья. 
Маной и его жена пытались отговаривать Самсона жениться на филистимлянке, но когда им это не удалось, поехали с ним в Тимну.

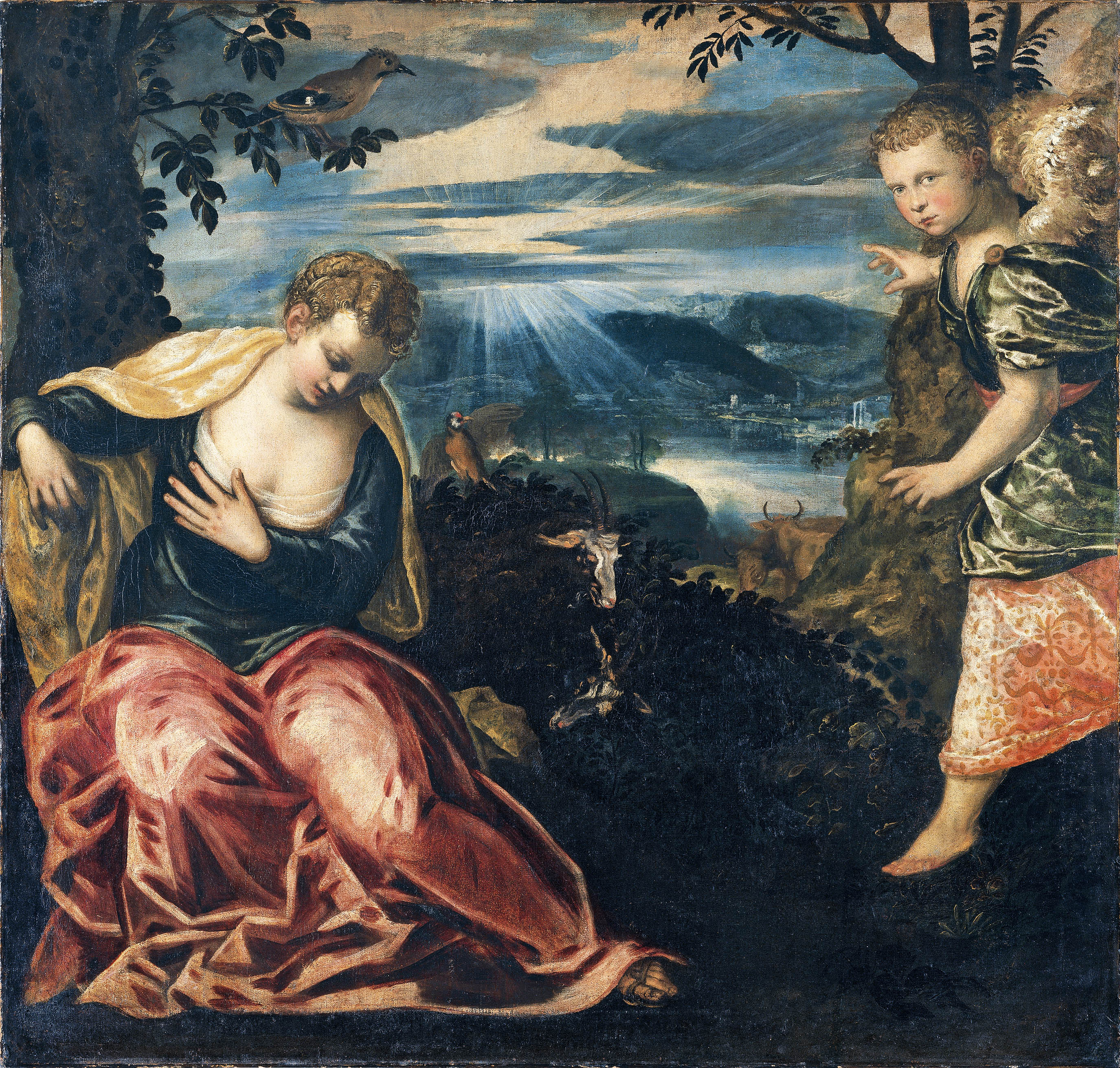
Благовещение жены Маноаха кисти Тинторетто
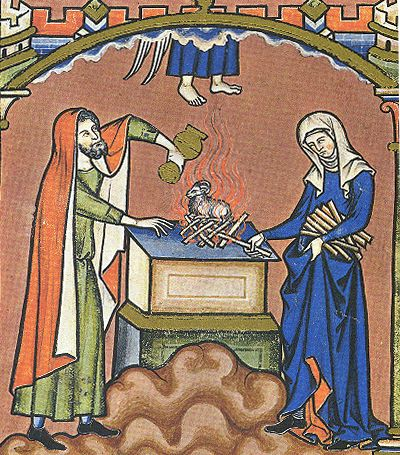
Маноах и его жена приносят жертву. Библия Мациевского, 1250